# Louis de Fuensalida
Louis de Fuensalida (en espagnol : Luis de Fuensalida), né à Tolède en Espagne et décédé en Nouvelle-Espagne à une date inconnue, est un missionnaire espagnol franciscain et chroniqueur du XVIe siècle envoyé en Nouvelle-Espagne. Il est l'un des membres du groupe dit des Douze Apôtres du Mexique. 

## Biographie
Entré chez les Franciscains en Espagne, il est choisi en 1523 pour faire partie du groupe de missionnaires envoyés en Nouvelle-Espagne pour y commencer l'évangélisation du Nouveau Monde.
Si l'on sait peu de choses sur sa vie de missionnaire en Nouvelle-Espagne, on sait de lui qu'il rédigea plusieurs chroniques (aujourd'hui perdues) sur l'histoire missionnaire franciscaine dans le Nouveau Monde et des rapports sur les us et coutumes indigènes. Il semble avoir aussi appris les langues des indigènes. On lui doit la traduction du "Codex 3 Coyote", une tâche qui lui a pris plus de 4 ans de 1528 à 1533.